# شهرستان واسلویی
شهرستان واسلویی (رومانیایی: Județul Vaslui؛ ‏ تلفظ رومانیایی: [vasˈluj]) شهرستانی واقع در کشور رومانی است.

## خصوصیات
شهرستان واسلویی ۴۵۵٬۰۴۹ نفر جمعیت دارد.

## جمعیت
| Year | County population |
| ---- | ----------------- |
| ۱۹۴۸ | ۳۴۴٬۹۱۷           |
| ۱۹۵۶ | ۴۰۱٬۶۲۶           |
| ۱۹۶۶ | ۴۳۱٬۵۵۵           |
| ۱۹۷۷ | ۴۳۷٬۲۵۱           |
| ۱۹۹۲ | ۴۵۷٬۷۹۹           |
| ۲۰۰۲ | ۴۵۵٬۰۴۹           |
| ۲۰۱۱ | ۳۷۵٬۱۴۸           |